# Lucille Opitz
Lucille Weber z d. Opitz (ur. 24 listopada 1977 w Berlinie Wschodnim) – niemiecka łyżwiarka szybka, złota medalistka olimpijska i dwukrotna medalistka mistrzostw świata.

## Kariera
Największy sukces w karierze Lucille Opitz osiągnęła w 2006 roku, kiedy wspólnie z Danielą Anschütz-Thoms, Anni Friesinger, Claudią Pechstein i Sabine Völker zwyciężyła w biegu drużynowym podczas igrzysk olimpijskich w Turynie. Opitz i Völker nie brały udziału w finale, jednak startowały w poprzednich rundach. Indywidualnie zajęła czternaste miejsce w biegu na 5000 m i trzydzieste na 1500 m. Na rozgrywanych rok później dystansowych mistrzostwach świata w Salt Lake City razem z Pechstein i Anschütz-Thoms zdobyła drużynowo brązowy medal. W swoim jedynym występie indywidualnym, biegu na 1500 m, zajęła tam jedenaste miejsce. W tym samym składzie Niemki zajęły trzecie miejsce również podczas dystansowych mistrzostw świata w Nagano w 2008 roku. Opitz nie wzięła tam udziału w żadnej konkurencji indywidualnej. Wielokrotnie startowała na wielobojowych mistrzostwach świata, jednak nigdy nie znalazła się w czołowej dziesiątce. Wielokrotnie też startowała w zawodach Pucharu Świata, sześciokrotnie stając na podium zawodów drużynowych. Jedyne drużynowe zwycięstwo Niemki z Opitz w składzie odniosły 18 lutego 2007 roku w Erfurcie. W 2009 roku zakończyła karierę.
W marcu 2009 roku wyszła za Gerda Webera.

### Mistrzostwa świata
- Mistrzostwa świata na dystansach
  - brąz – 2007 (drużyna); 2008 (drużyna)